# Фонтене, Жан-Пьер
Жан-Пьер Фонтене (фр. Jean-Pierre Fontenay; род. 24 июня 1957 года) — французский автогонщик, выступавший в ралли-рейдах. Победитель Ралли Дакар 1998 года в зачёте внедорожников.

## Карьера
Жан-Пьер Фонтене впервые принял участие в Ралли Дакар в качестве штурмана в 1983 году. Позднее он сам сел за руль гоночного автомобиля. В 1987 году Фонтене начал выступать за заводскую команду Mitsubishi, выполняя роль "быстрой технички" для лидеров. В 1990-м француз становится официальным гонщиком японского коллектива.
За 20 лет участия в различных внедорожных состязаниях Фонтене неоднократно добивался высоких результатов. В 1994 году он выиграл Международный Кубок ФИА в категории Marathon (стандартные серийные автомобили). Также занимал первое место на ралли «Австралийское Сафари 1994», «Мастер-ралли 1995» и «Вызов пустыне 1998». Пиком же его спортивной карьеры стала победа в марафоне «Дакар» в 1998 году.
Завершив гоночную карьеру после «Дакара-2003», Жан-Пьер Фонтене продолжал работать в команде Mitsubishi до 2009 года, но уже в качестве тест-пилота.
В последние годы француз принимает активное участие в организации Ралли Дакар и Ралли «Шёлковый путь» — он занимается разработкой маршрута и составлением "легенды" (дорожной книги).

## Результаты наРалли Дакар
| Год  | Штурман        | Автомобиль        | Место |
| ---- | -------------- | ----------------- | ----- |
| 1988 | Бруно Мусмарра | Mitsubishi Pajero | 12    |
| 1989 | Бруно Мусмарра | Mitsubishi Pajero | 7     |
| 1991 | Бруно Мусмарра | Mitsubishi Pajero | 3     |
| 1993 | Бруно Мусмарра | Mitsubishi Pajero | 12    |
| 1995 | Бруно Мусмарра | Mitsubishi Pajero | 4     |
| 1996 | Бруно Мусмарра | Mitsubishi Pajero | 3     |
| 1997 | Бруно Мусмарра | Mitsubishi Pajero | 2     |
| 1998 | Жиль Пикар     | Mitsubishi Pajero | 1     |
| 1999 | Жиль Пикар     | Mitsubishi Pajero | 9     |
| 2000 | Жиль Пикар     | Mitsubishi Pajero | 3     |
| 2001 | Жиль Пикар     | Mitsubishi Pajero | 6     |
| 2002 | Жиль Пикар     | Mitsubishi Pajero | 4     |
| 2003 | Жиль Пикар     | Mitsubishi Pajero | 2     |